# Cushing (Texas)
Cushing es una ciudad ubicada en el condado de Nacogdoches en el estado estadounidense de Texas. En el Censo de 2010 tenía una población de 612 habitantes y una densidad poblacional de 171,85 personas por km².

## Geografía
Cushing se encuentra ubicada en las coordenadas 31°48′45″N 94°50′30″O / 31.81250, -94.84167. Según la Oficina del Censo de los Estados Unidos, Cushing tiene una superficie total de 3.56 km², de la cual 3.56 km² corresponden a tierra firme y (0.15%) 0.01 km² es agua.

## Demografía
Según el censo de 2010, había 612 personas residiendo en Cushing. La densidad de población era de 171,85 hab./km². De los 612 habitantes, Cushing estaba compuesto por el 92.16% blancos, el 1.63% eran afroamericanos, el 0.98% eran amerindios, el 1.8% eran asiáticos, el 0% eran isleños del Pacífico, el 0.49% eran de otras razas y el 2.94% pertenecían a dos o más razas. Del total de la población el 3.92% eran hispanos o latinos de cualquier raza.